# 康本侃司
康本 侃司（やすもと かんじ、1996年4月16日 - ）は、千葉県出身のハンドボール選手。日本ハンドボールリーグの大同特殊鋼所属。

## 経歴
茨城県立藤代紫水高等学校時代は2012年に日本代表U-16に選出。
2013年は全国高等学校ハンドボール選抜大会で有望選手に選ばれた。8月には第5回男子ユース世界選手権の日本代表U-19に選出。
2014年は第6回男子ユースアジア選手権の日本代表に選出された。
高校卒業後は日本体育大学へ進学。2015年は第6回男子ユース世界選手権の日本代表U-19に選出。6月には第3回U-22東アジア選手権の日本代表に選ばれた。
2016年は第15回男子ジュニアアジア選手権の日本代表U-21に選ばれた。
2019年に日本ハンドボールリーグの大同特殊鋼へ加入。

## 詳細情報

### 記録

#### 日本ハンドボールリーグ
- フィールドゴール初得点：2019年7月13日、対ゴールデンウルヴス福岡戦（うきは市立総合体育館「うきはアリーナ」）[9]

### 背番号
- 22 (2019年 - )

## 代表歴

### 日本代表U-22
- U-22東アジア選手権 (2015年)

### 日本代表U-21
- ジュニアアジア選手権 (2016年)

### 日本代表U-19
- ユース世界選手権 (2013年・2015年)
- ユースアジア選手権 (2014年)

### 日本代表U-16
- 日韓スポーツ交流 (2012年)